# Lake Mary (Floryda)
Lake Mary – miasto w Stanach Zjednoczonych, w stanie Floryda, w hrabstwie Seminole.